# Karstgletscher

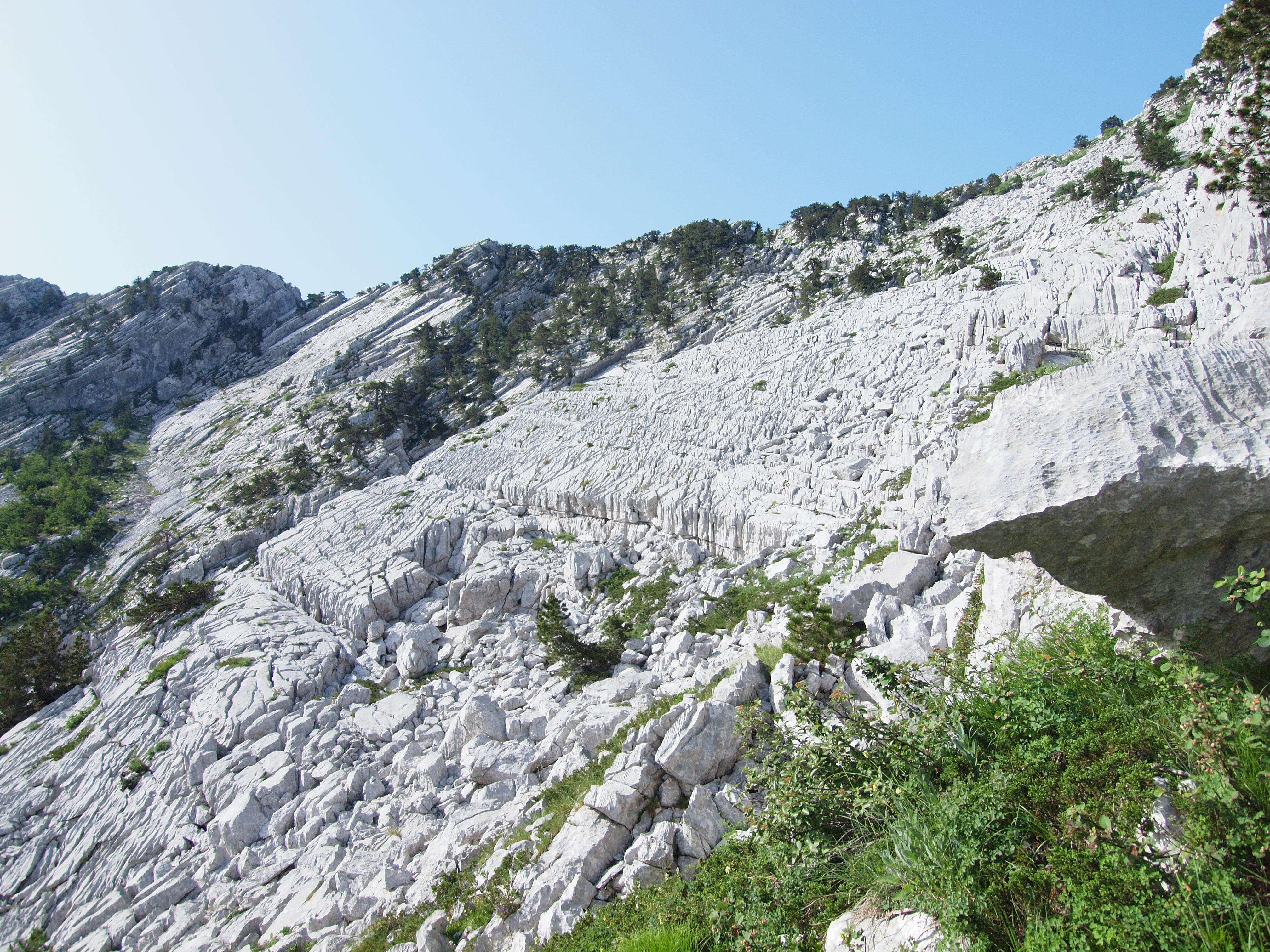
Schichttreppen, Reovačka greda, Orjen

Karstgletscher sind Sonderformen von Gebirgsgletschern die erstmals 1913 vom serbischen Gelehrten Jovan Cvijić aus den Dinariden beschrieben wurden. In den österreichischen Kalkalpen wurde dieser Begriff insbesondere für die Gletscher des Dachsteins verwendet. Auch die Glazialspuren im Orjen gehören überwiegend diesem Typus an. Die Besonderheit im Glazialrelief des Orjens, Dachsteins, Durmitors und dem Prokletije ist immer das Verhältnis der Glazialerosion zum primären Karstrelief. Dies veranlasste Jovan Cvijić, einen eigenen Gletschertypus, den Karstgletscher, zu beschreiben. Typisch entwickelt waren diese auf dem Bijela gora Plateau.
Kennzeichen ist, dass sich in ausgeprägten Karstgebieten Gletscher nicht nur im Karstrelief entwickelten, sie passten sich auch der Karststruktur an. Hierbei wachsen aus unterschiedlichen Karsthohlformen plateauartige Gletscher zusammen, die zu breiten Eisfeldern werden können und dann zumeist kurze aber sehr breite Zungen entwickeln.
Auch eine überwiegend unterirdische Entwässerung ist kennzeichnend. Jamen und Höhlen entwickeln sich noch unter der Eismasse. Dadurch bedingt entstehen bei einer unterirdischen, kontinuierlichen Wirkung des Schmelzwassers, über die Jahrtausende, Einsturzdolinen. Durch die Moränenablagerungen späterer Gletschervor- und -rückzüge werden diese Einsturzdolinen mit Moränenmaterial stärker ausgefüllt als das unmittelbare Umland. Sie werden so vor weiterer Oberflächenverkarstung geschützt.
An den Karwänden bilden sich oftmals Schichttreppen, die mit unzähligen Kluft-, Rillen- und Rinnenkarren ein zerfurchtes Bild abgeben. Die breiten Uvalas, die als Gletschernährgebiete fungieren, bezeichnet man als Dolovi. Es sind breite, wannenförmige Hohlformen, die Ausdehnungen von bis zu 1 km erreichen.
Die oft scharfen Grenzen zwischen unfruchtbarem Karst und fruchtbarem Moränenmaterial sind in der Landschaft als sogenannte „Grün-Weiß-Grenze“ gut sichtbar. Die Merkmale dieser fruchtbaren Gebiete im Mittel- und Hochgebirge, wie geringe Hangneigung, Wasserspeicherkapazität, Pflanzenartenreichtum, gute Begehbarkeit und geringe Verkarstung sprechen für gute Lebensbedingungen in der sonst lebensfeindlichen Karstlandschaft.
Karstgletscher hinterlassen in ihrem Vorfeld nicht nur Moränenhügel, sondern gerade in jüngeren eisfreigewordenen steileren Teilen nackten Fels, den das vom Gletscher gelieferte Schmelzwasser immer wieder zu korrodieren vermag. Kurze, parallele Rillen, längere gewundene Rinnen auf sanfter geneigten Platten, Karrengruben und -klüfte sind Zeichen der Lösung des Gesteins an den Seitenwänden des Gletscherkars. Ebenfalls gibt es dort Rundhöckermulden, die noch im Frühsommer teils mit Schnee gefüllt sind, und so eine ständige Wasserversorgung für die Karstkorrosion darstellen.
Der für Karstgletscher typische unterirdische Schmelzwasserabfluss bildet Gewölbe unter den Gletschern und bewirkt so, dass dort Moränenmaterial in Längsrichtung des Gletscherflusses liegengelassen wird. Nach dem Zurückschmelzen des Gletschers bleibt mit den Kronen dieser Längsmoränen ein Negativabdruck des Gletschergewölbes übrig.

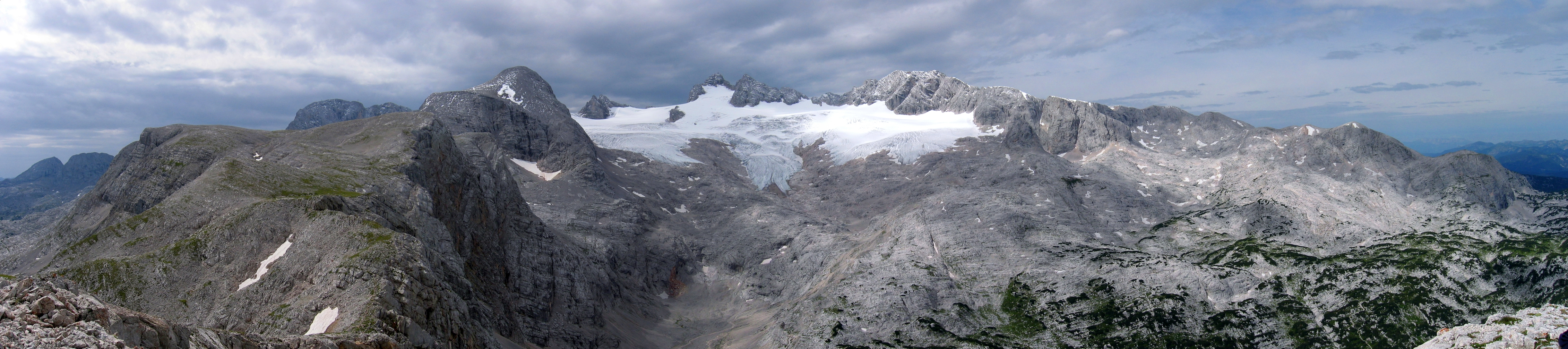
Dachstein mit Hallstättergletscher

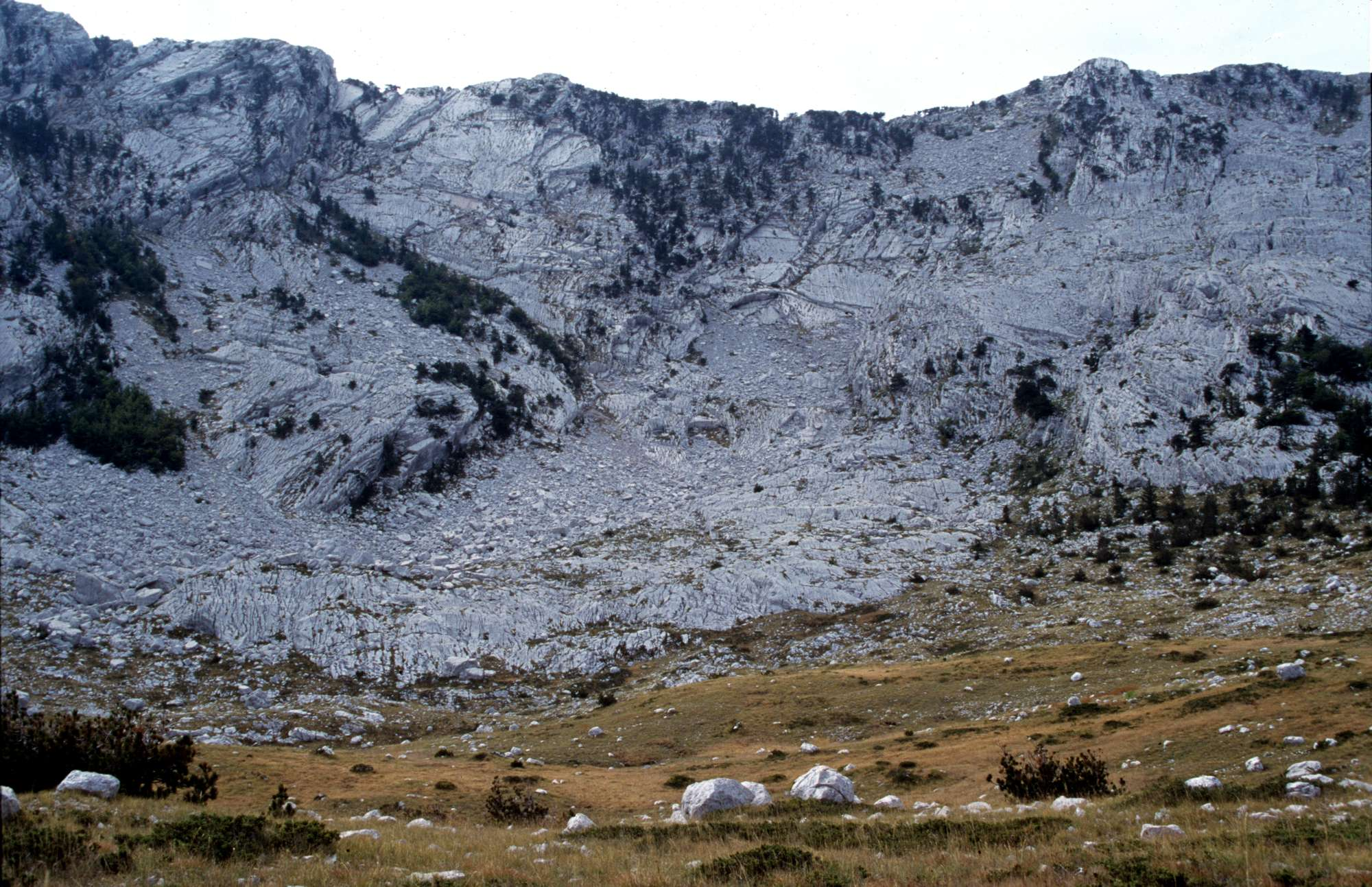
Karwanne im Borovi do. Bijela gora, Orjen